# Alex Chesterman
Alexander Edward Chesterman (nacido el 9 de enero de 1970) es un emprendedor británico de Internet. Fue nombrado Emprendedor del Año de Ernst & Young en 2013, y en 2017 fue incluido en el índice Debrett's 500. Actualmente es el fundador y director ejecutivo de la plataforma en línea de automóviles usados Cazoo, cuyo objetivo es transformar el mercado de automóviles usados en el Reino Unido.
En diciembre de 2018, Chesterman recaudó más de 30 millones  de libras esterlinas en fondos presemilla, y luego recaudó una nueva ronda de 50 millones en el prelanzamiento de Cazoo, negocio que lanzó en diciembre de 2019. En marzo de 2020, obtuvo ganancias por 100 millones de libras gracias a Cazoo. También es el fundador del sitio web inmobiliario Zoopla en 2007. Zoopla se convirtió en la empresa de medios digitales ZPG Plc (LSE: ZPG), una empresa que cotiza en la bolsa FTSE-250 y posee marcas que incluyen Zoopla, uSwitch, PrimeLocation, Money y Hometrack, y emplea a más de 1000 personas en el Reino Unido. En julio de 2018, la empresa estadounidense de capital privado SilverLake Partners compró ZPG Plc por 2200 millones de libras esterlinas, y se retiró de la lista del FTSE 250.

## Primeros años
Chesterman tiene una licenciatura en Ciencias Económicas de la University College de Londres.

## Carrera
Chesterman se desempeñó como vicepresidente ejecutivo de Planet Hollywood hasta 1998. Fundó ScreenSelect (más tarde LoveFilm) que posteriormente fue vendida a Amazon por 200 millones de libras esterlinas.
También se le considera uno de los inversores y «ángel mentor» más activos del Reino Unido. Ha respaldado nuevas empresas digitales en etapa inicial, incluidas Farewill, Graze, Secret Escapes, SportPursuit, UniPlaces, CarWow, Swoon y Farmdrop Recibió en 2016 la Orden del Imperio Británico (OBE) por sus servicios al emprendimiento digital.

## Actividad política
En julio de 2016, se dijo que Chesterman estaba detrás de un desafío legal para detener el Brexit en caso de que el gobierno británico no permitiera que el Parlamento votara sobre el acuerdo. Donó 300 000 libras esterlinas a los demócratas liberales en las elecciones generales del Reino Unido de 2019.